# Alexandra Escobar
María Alexandra Escobar Guerrero (n. Esmeraldas, Equador, 17 de juliol de 1980), és una halteròfila equatoriana. Està afiliada a la Federació Esportiva d'Esmeraldas.

## Biografia
El seu pare es diu Urcino Escobar i la seva mare Matilde Guerrero. És casada, té un fill de nom Dominique.
Va formar part de les delegacions equatorianes pels Jocs Olímpics d'Atenes 2004, els de Jocs Olímpics de Pequín 2008 (en el qual va anar la portadora de la bandera nacional en la cerimònia d'obertura), en els Jocs Olímpics de Londres 2012 on es va orinar i va culminar en novè lloc de la competència d'halterofília, i en els Jocs Olímpics de Rio de Janeiro 2016. A més va ser campiona sud-americana en Medellín 2010.

La trajectòria esportiva de María Escobar Guerrero s'identifica per la seva participació en els següents esdeveniments nacionals i internacionals:
- 4t lloc en Campionat Mundial Absolut, 2003
- 7º lloc en els Jocs Olímpics d'Atenes 2004
- 5è lloc en els Jocs Olímpics de Pequín 2008 en la categoria 58kg aixecant un total 223kg
- 9º lloc en els Jocs Olímpics de Londres 2012 en la categoria 58kg aixecant un total 223kg
- 4t lloc en els Jocs Olímpics de Rio de Janeiro 2016

## Palmarès
- Campiona Jocs Panamericans, 2001, 2002, 2003, 2004
- Campiona Jocs Bolivarians, 2001
- Campiona en Jocs Odesur, 2002, 2010
- Campiona sud-americana, 2002, 2003, 2004
- Medalla d'or en envión en el Campionat Mundial Absolut, 2001
- Va ser reconegut el seu triomf de sobrepassar la marca en els Jocs en 58kg Dones amb una marca de 220.0[5] en els jocs de Medellín 2010.[4]